# Augochloropsis melanochaeta
Augochloropsis melanochaeta är en biart som beskrevs av Jesus Santiago Moure 1950. Augochloropsis melanochaeta ingår i släktet Augochloropsis och familjen vägbin. Inga underarter finns listade.